# ژاناژول (استان قراغندی)
ژاناژول (انگلیسی: Zhanazhol) 